# Покровська сільська територіальна громада
Покровська сільська територіальна громада — територіальна громада в Україні, у Нікопольському районі Дніпропетровської області, з адміністративним центром у селі Покровське.

## Загальна інформація
Площа території — 528,7 км², населення громади — 10 484 особи (2020).

## Населені пункти
До складу громади увійшли села Капулівка, Катеринівка, Красне, Набережне, Новософіївка, Олексіївка, Старозаводське, Степове, Покровське, Приміське, Путилівка, Хмельницьке та Шахтар.

## Історія
Утворена у 2020 році, відповідно до розпорядження Кабінету Міністрів України № 709-р від 12 червня 2020 року «Про визначення адміністративних центрів та затвердження територій територіальних громад Дніпропетровської області», шляхом об'єднання територій та населених пунктів Новософіївської, Покровської та Приміської сільських рад Нікопольського району Дніпропетровської області.